# Todo por que rías
Todo por que rías es un espectáculo realizado por el conjunto de instrumentos informales Les Luthiers, estrenado en el Teatro Astengo de Rosario, Argentina el 3 de junio de 1999, y representado por última vez el 8 de agosto de 2005 en el Auditorio Alfredo Kraus, de Las Palmas de Gran Canaria, España.
De nuevo aprovechan el título del espectáculo para hacer un juego de palabras (Todo por que rías/Todo porquerías), como es costumbre en el grupo argentino.

## Componentes
- Daniel Rabinovich
- Jorge Maronna
- Marcos Mundstock
- Carlos Núñez Cortés
- Carlos López Puccio

## Programa
1. Lo que el sheriff se contó. (Chistes de Saloon) Parodia sobre una película del Far West.
2. Radio Tertulia (1° parte). (Programa radial) Parodia sobre los programas de radio. Sketch en 3 partes.
3. Loas al cuarto de baño. (Obra Sanitaria) Después de un tiempo de dejar los instrumentos informales como medio principal de su humor, regresan a ello por medio de un cuarteto de "instrumentos sanitarios" conformados por una ducha, un bidé, entre otros.
4. Serenata tímida. (Canción pusilánime) Primera parte de un sketch en tres partes sobre serenatas a Cristina García
5. Radio Tertulia (2° parte). (Programa radial) Segunda parte de la parodia radial.
6. Daniel y el Señor. (A Dios ópera sacra) Daniel es un guerrero y le pide a Dios que lo ayude. Dios se le presenta pero, después de una serie de sucesos, Daniel empieza a dudar de su divina presencia.
7. Serenata astrológica. (Canción serenatal) Segunda parte del sketch de serenatas.
8. Me engañaste una vez más. (Tanguito) Homenaje al tango argentino en el que se enumeran varias de sus características. Nunca se representó en las giras al exterior por su temática local
9. Gloria de Mastropiero. (Tangum) Mastropiero viaja a Argentina y durante su estadía compone varios tangos. De regreso a su país es requerido para que interprete una obra sacra en el Vaticano pero las influencias argentinas le son imposibles de reprimir.
10. Radio Tertulia (3° parte). (Programa radial) Parte final de la parodia radiofónica.
11. Serenata intimidatoria.  Parte final de las secuencia de serenatas.
12. Los jóvenes de hoy en día. (R.I.P. al Rap) Un rap con un buen toque de sana envidia sobre los jóvenes y su manera de comportarse en la actualidad.

## Fuera de programa
1. Educación sexual moderna. (Cántico enclaustrado) Un monje con problemas de manejar sus impulsos sexuales es mandado a componer un cántico para la educación sexual de los jóvenes.

## Instrumentos Estrenados
- Desafinaducha (Loas al cuarto de baño)

- Calephone (Loas al cuarto de baño)

- Nomeolbidet (Loas al cuarto de baño)

- Datos: Q9088024